# Ellipteroides discolophallos
Ellipteroides discolophallos är en tvåvingeart som först beskrevs av Alexander 1968.  Ellipteroides discolophallos ingår i släktet Ellipteroides och familjen småharkrankar. Inga underarter finns listade i Catalogue of Life.